# Nim (jogo)
O Nim é um jogo que foi originado na antiga China para dois jogadores. Foi o primeiro jogo a ser estudado matematicamente.

## História
A origem deste jogo é desconhecida, sendo porém jogado desde a antiguidade. O nome foi dado por Charles Leonard Bouton num artigo de 1902, onde estuda a teoria matemática do jogo.
Em 1940, o "Nimatron", um dispositivo eletromagnético baseado em relay em que se jogava nim foi projetado por Edward Condon e construído por Westinghouse Electric Corporation para a Feira Mundial de Nova Iorque.
Em 5 de maio de 1951, o computador Nimrod foi apresentado no Festival da Grã Britânia, anunciado como "mais rápido do que o pensamento" e um "cérebro eletrônico". Ele simulava exclusivamente o jogo de Nim; os movimentos eram feitos por jogadores sentados em um stand erguido, com o demonstrador sentado do outro lado entre o stand e o computador. Nimrod poderia jogar tanto o modo tradicional como o "Reverso".
Ganhou notoriedade com a aparição no filme "O Ano Passado em Marienbad" de Alain Resnais, em 1961.

## Regras
Começa-se por espalhar várias peças em montes. Cada jogada consiste em retirar algumas  peças. Ganha  o jogador que retirar a última peça.
Os números de peças  podem variar, sendo a distribuição mais comum constituída por 23 peças em que cada jogador poderá tirar 1,2 ou 3 peças á vez.

## Leitura de apoio
- John D. Beasley: The Mathematics of Games, Oxford University Press, 1989.
- Elwyn R. Berlekamp, John H. Conway, and Richard K. Guy: Winning Ways for your Mathematical Plays, Academic Press, Inc., 1982.
- Manfred Eigen and Ruthild Winkler: Laws of the Game, Princeton University Press, 1981.